# Mr. Hóember
A Mr. Hóember Zoltán Erika 8. nagylemeze, melynek elkészítése és megjelenése idején várandós volt kislányával. A címadó dalból készült videoklippben az énekesnő áldott állapota és a babavárás jelentős szerepet kapott.

## Az album dalai[1]
1. Mr. Hóember (Hauber Zsolt-Erica C.-Robby D.) 4:09
2. Indul a táncos cirkusz (Ifj. Malek Miklós-Thüdő G Land) 4:04
3. A nyár is egyszer véget ér (Halmai Gábor-Rózsa László) 3:29
4. Egy tánc soha nem elég (Hauber Zsolt-Erica C.-Robby D.-Thüdő G Land) 4:09
5. Mindörökre veled (Hauber Zsolt-Erica C.-Robby D.) 3:49
6. Forró zongora órák (Hauber Zsolt-Thüdő G Land) 3:45
7. Engedj el (Hauber Zsolt-Duba Gábor) 4:21
8. Tudod ilyen az élet (Hauber Zsolt-Thüdő G Land) 4:34
9. Ölelj meg (Kassai Róbert-Varga Szabolcs-Král Gábor) 3:54
10. Rossz napok után (Kassai Róbert-Varga Szabolcs-Duba Gábor) 4:35
11. Tiszta őrület funky remix (Hauber Zsolt-Erica C.-Robby D.) 4:01
12. Baby love dance remix (Hauber Zsolt-Erica C.-Robby D.) 3:57